# 訃報 1991年1月
訃報 1991年1月（ふほう 1991ねん1がつ）では、1991年（平成3年）1月中に物故した、又は物故が報じられた人物についてまとめる。

## （1日 - 15日）

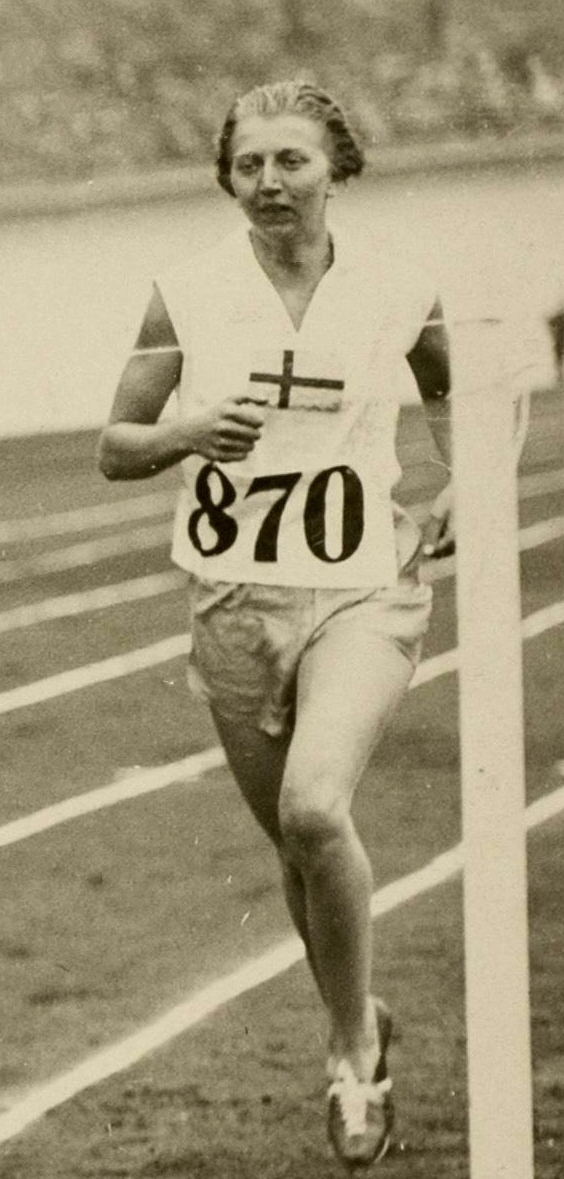
インガ・ゲンツェル / 1月1日没

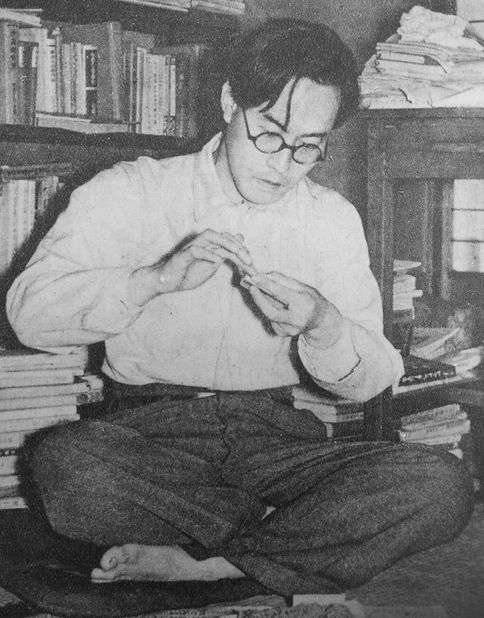
野間宏 / 1月2日没

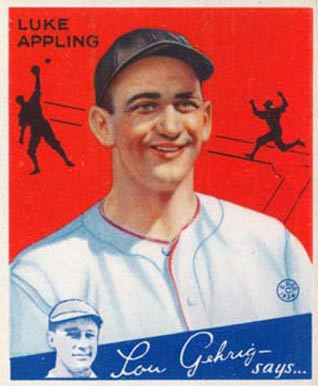
ルーク・アップリング / 1月3日没

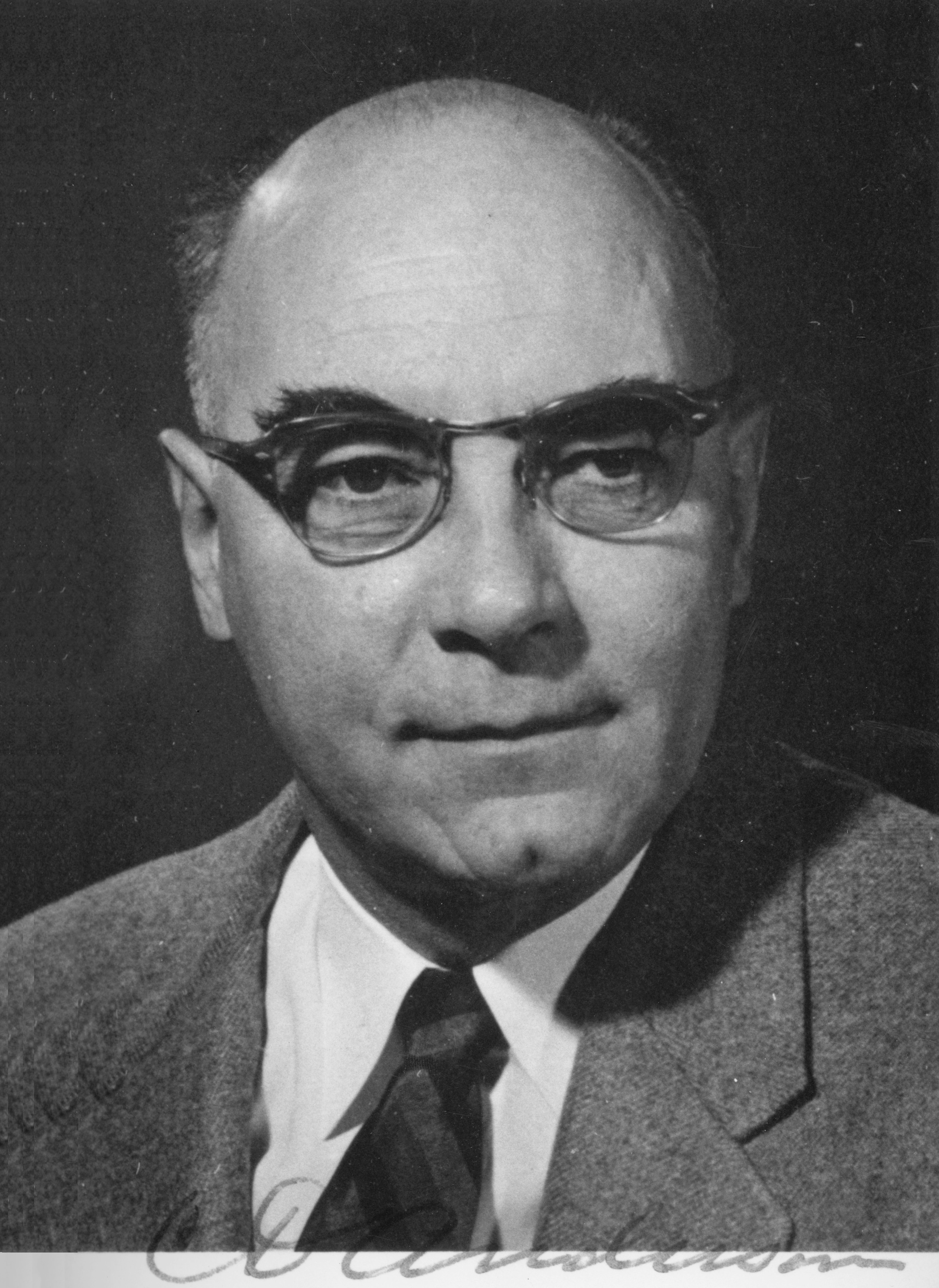
カール・デイヴィッド・アンダーソン / 1月11日没

- 1月1日 - インガ・ゲンツェル、陸上競技選手（* 1908年）
- 1月2日 - 野間宏、小説家（* 1915年）
- 1月3日 - ルーク・アップリング、メジャーリーガー（* 1907年）
- 1月7日 - 高木重朗、奇術研究家（* 1930年）
- 1月11日 - カール・デイヴィッド・アンダーソン、物理学者（* 1905年）
- 1月11日 - 松山英太郎、俳優（* 1942年）

## （16日 - 31日）

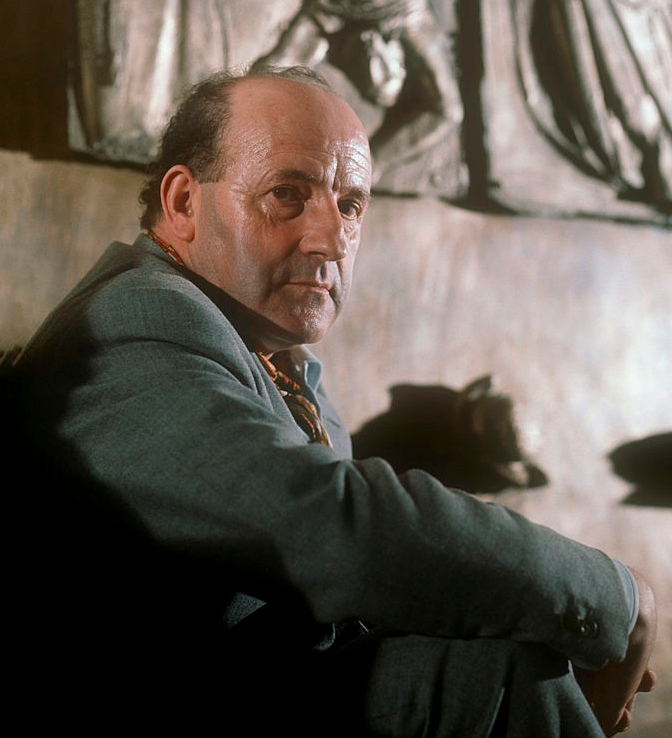
ジャコモ・マンズー / 1月18日没

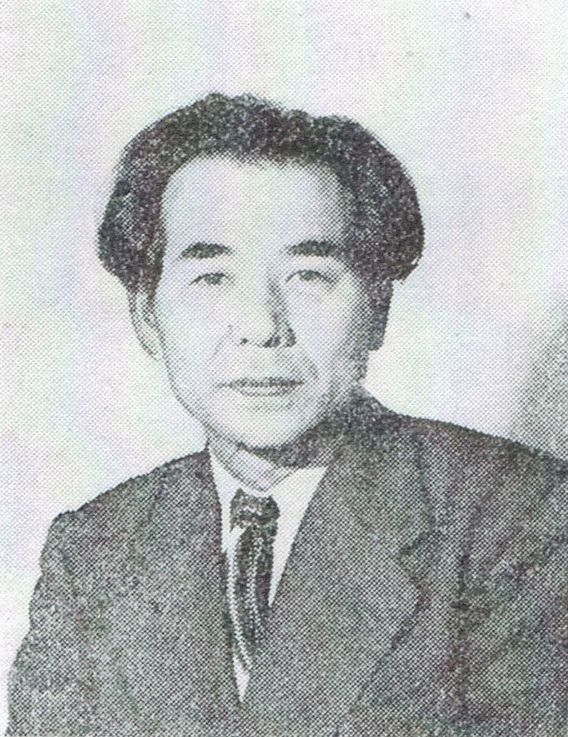
蔵原惟人 / 1月25日没

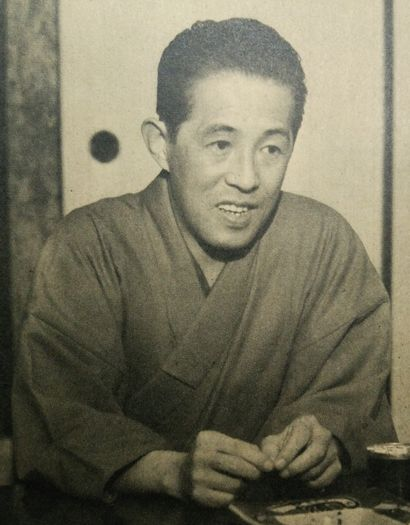
井上靖 / 1月29日没

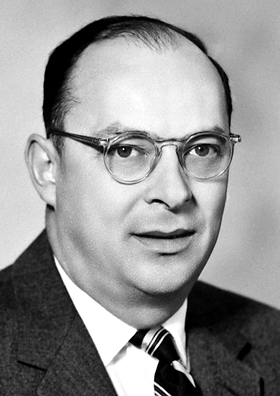
ジョン・バーディーン / 1月30日没

- 1月16日 - プレストン・クラウド、古生物学者・地理学者（* 1912年）
- 1月18日 - ジャコモ・マンズー、彫刻家（* 1908年）
- 1月19日 - 宇佐美毅、第2代宮内庁長官（* 1903年）
- 1月21日 - 桑田武、元プロ野球選手（* 1937年）
- 1月25日 - 蔵原惟人、評論家（* 1902年）
- 1月28日 - 村上勇、元衆議院議員（* 1902年）
- 1月28日 - ランス・ノリー、アニメーター・脚本家（* 1902年）
- 1月29日 - 井上靖、小説家（* 1907年）
- 1月29日 - 河内忠吾、プロ野球選手（* 1930年）
- 1月30日 - ジョン・バーディーン、物理学者（* 1908年）
- 1月30日 - 河文雄、元プロ野球選手（* 1924年）